# Martin XPB2M Mars
Martin XPB2M Mars – amerykańska prototypowa patrolowa łódź latająca z okresu II wojny światowej

## Historia
W dniu 23 sierpnia 1938 firma Glenn L. Martin Company, prowadząca pracę nad łodzią latającą PBM Mariner, podpisała nową umowę z dowództwem lotnictwa amerykańskiej marynarki wojennej na budowę jeszcze większej łodzi latającej przeznaczonej do dalekiego zwiadu nad oceanami. Projekt ten otrzymał fabryczne oznaczenie Model 170.
Prace nad tym projektem trwały do listopada 1941 roku. Pierwszy prototyp oznaczony jako Martin XPB2M-1 Mars został oblatany 3 lipca 1942 roku. Była to wówczas największa łódź latająca na świecie. Prototyp ten nie był uzbrojony i nie posiadał opancerzenia. Także zbiorniki nie były przystosowane do warunków pola walki. Przewidywana pracochłonność doprowadzenia samolotu do użytkowej wersji bojowej jako samolotu patrolowo-bombowego i wdrożenie do produkcji seryjnej spowodowała zaniechanie dalszych prac w tym kierunku.
W 1943 roku z samolotu usunięto wieżyczki uzbrojenia, wzmocniono podłogi i tak zmodyfikowany samolot oznaczony jako Martin XPB2M-1R Mars, zaczęto badać pod kątem użycia jako morski wodnosamolot transportowy. W grudniu 1943 roku odbył on pierwszy lot z ładunkiem 6000 kg na trasie Patuxent (USA) – Natal (Brazylia) o długości 7040 km. Na początku 1944 roku samolot ten wykonał lot na Hawaje i z powrotem w czasie 27,5 h i długości ponad 7500 km.
W związku z tymi dokonaniami dowództwo amerykańskiej marynarki wojennej złożyło w firmie zamówienie na budowę 20 samolotów tego typu w wersji transportowej, którą oznaczono jako Martin JRM-1 Mars. Pierwszy z tych samolotów został oblatany już po zakończeniu II wojny światowej. Choć była to bardzo udana konstrukcja, ostatecznie zbudowano zaledwie 6 egzemplarzy tego samolotu.

### Zastosowanie cywilne
W 1959 cztery samoloty Mars (pozostałe dwa zostały rozbite) zostały sprzedane na złom, dostrzeżono jednak możliwość wykorzystania ich jako "wodnych bombowców". Nowo założone przedsiębiorstwo Flying Tankers Inc. z Kolumbii Brytyjskiej dostosowało je do gaszenia pożarów lasów. W czerwcu 1961 rozbiła się jedna z tych maszyn, zginęła cała załoga. Ponad rok później – w październiku 1962 – kolejna została zniszczona przez tajfun. W 1963 zastąpiły je dwa ostatnie istniejące Marsy. 
Stacjonują one na jeziorze Sproat w pobliżu miejscowości Port Alberni. Oryginalne silniki zastąpiono czterema silnikami Wright R-3350-24WA o mocy 1.860 kW każdy. Mogą zabrać do ok. 27.000 litrów wody, co wystarcza do pokrycia powierzchni 16.000 m². Używane są do gaszenia pożarów lasów wzdłuż wybrzeża Kolumbii Brytyjskiej, rzadziej w interiorze. 
W listopadzie 2006 ogłoszono, że poszukiwani są kupcy na oba samoloty. Warunkiem sprzedaży był zwrócenie jednego z nich po zakończeniu służby, w celu wykorzystania go jako atrakcji turystycznej w Port Alberni. W kwietniu 2007 sprzedano je lokalnemu przedsiębiorstwu (Coulson Flying Tankers), tak więc pozostały w swej starej bazie operacyjnej.
Samolot był bohaterem jednego z odcinków z serii "Mighty Planes - Latające kolosy" emitowanej na kanale Discovery Chanel.

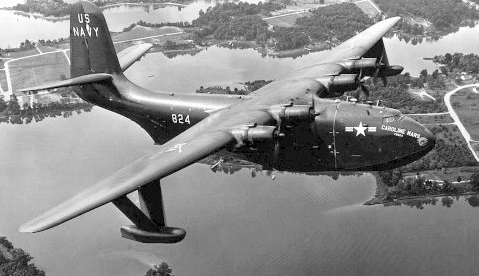
Samolot Martin JRM Mars

### Konstrukcja
Łódź latająca Martin XPB2M Mars był wodnosamolotem o napędzanym 4 silnikami, wolnonośnym grzbietopłatem o konstrukcji całkowicie metalowej. Skrzydła miały kształt trapezowy o znacznej zbieżności, ale niewielkim wznosie. 
Kadłub-łódź o podłodziu jednoredanowym, mieścił 11-osobową załogę. Przewidywano umieszczenie uzbrojenie obronne w obrotowych wieżyczkach – dziobowej i rufowej. 
Usterzenie miało eliptyczne płaty usterzenia pionowego umieszczone na końcach i prostopadle do połówek usterzenia poziomego, odznaczających się silnym wznosem. W wersji Martin JRM-1 Mars usterzenie pionowe było pojedyncze. 
Boczne pływaki umieszczone były na oprofilowanych wspornikach zbiegających się w kształt litery „V”. 
Napęd stanowiły 4 silniki gwiazdowe chłodzone powietrzem.